# Þorsteins þáttr stangarhöggs
Þorsteins þáttr stangarhöggs es una muy trabajada historia corta islandesa (þáttr) basada en la saga Vápnfirðinga sobre la figura del caudillo Bjarni Brodd-Helgason. Un tal Þorsteinn Þórarinsson mata a dos de los hombres de Bjarni para vengar un insulto previo. Bjarni le reta a un holmgang (duelo) donde se confirma la bondad de su espíritu. Ambos acaban reconciliados y Þorsteinn es invitado a unirse a la familia de Bjarni. Jónas Kristjánsson la define como «una saga islandesa en miniatura».